# Chris Youngblood
Chris Youngblood, pseudonimo di Christopher Romero (Amarillo, 2 ottobre 1966 – Portland, 7 luglio 2021), è stato un wrestler statunitense.
Wrestler di seconda generazione, era figlio di Ricky Romero e fratello di Mark e Jay Youngblood.

## Carriera

### Inizi
Cominciò l'addestramento all'età di 13 anni e debuttò nel 1985 come Chris Youngblood. Nel 1986 fece coppia con il fratello Mark a seguito dell'improvvisa morte dell'altro fratello Jay.
Chris e Mark ebbero successo nelle compagnie World Class Championship Wrestling e World Wrestling Council. Come "The Tribal Nation" lottarono nella Global Wrestling Federation e nella United States Wrestling Association. Nella USWA Chris effettuò un turn heel e, con il nuovo ring name Pronto, entrò a far parte della fazione "Devastation Inc." capeggiata dal manager Skandor Akbar. Durante questo periodo Chris ebbe un feud con un giovane Stone Cold Steve Austin.

### World Wrestling Council
Chris e Mark furono uno dei tag team più famosi e di maggior successo nella World Wrestling Council di Porto Rico, vincendo varie volte i titoli di coppia. Ma il 17 luglio 1988, "The Romeros" si trovavano negli spogliatoi quando un wrestler di nome José Huertas González uccise accoltellandolo Bruiser Brody. Huertas finì in tribunale ma non andò mai in prigione. La WWC non fece nulla per far condannare Huertas e i Romeros lasciarono la federazione subito dopo l'incidente e firmarono per la World Championship Wrestling di Ted Turner dove divennero "The Renegade Warriors". Nella compagnia ebbero rivalità importanti con The Steiner Brothers e The Road Warriors.

## Morte
Romero morì il 7 luglio 2021, all'età di 55 anni. È stato sepolto accanto al padre presso il Llano Cemetery.

## Titoli e riconoscimenti
- Cauliflower Alley Club
  - Family Wrestling Award (2015) – con Ricky Romero, Jay Youngblood e Mark Youngblood
- National Wrestling Alliance
  - NWA Australasian Tag Team Championship (1) - con Mark Youngblood
- World Wide Wrestling Alliance
  - WWWA Heavyweight Championship (1)
- World Wrestling Council
  - WWC Caribbean Tag Team Championship (3) - con Mark Youngblood
  - WWC World Tag Team Championship (6) - con Mark Youngblood
- Professional Wrestling Federation
  - PWF Brass Knuckles Championship (1)
- Pro Wrestling Illustrated
  - 331º tra i migliori 500 wrestler singoli nei PWI 500 del 1991[2]
  - 100º (con Mark Youngblood) tra i migliori 100 tag team nei PWI Years del 2003
- Southern Championship Wrestling
  - SCW Tag Team Championship (1) - con Mark Youngblood[3]